# Oxyurichthys heisei
Oxyurichthys heisei är en fiskart som beskrevs av Pezold, 1998. Oxyurichthys heisei ingår i släktet Oxyurichthys och familjen smörbultsfiskar. Inga underarter finns listade i Catalogue of Life.